# Austroargiolestes chrysoides
Austroargiolestes chrysoides là loài chuồn chuồn trong họ Argiolestidae. Loài này được Tillyard mô tả khoa học đầu tiên năm 1913.

## Hình ảnh

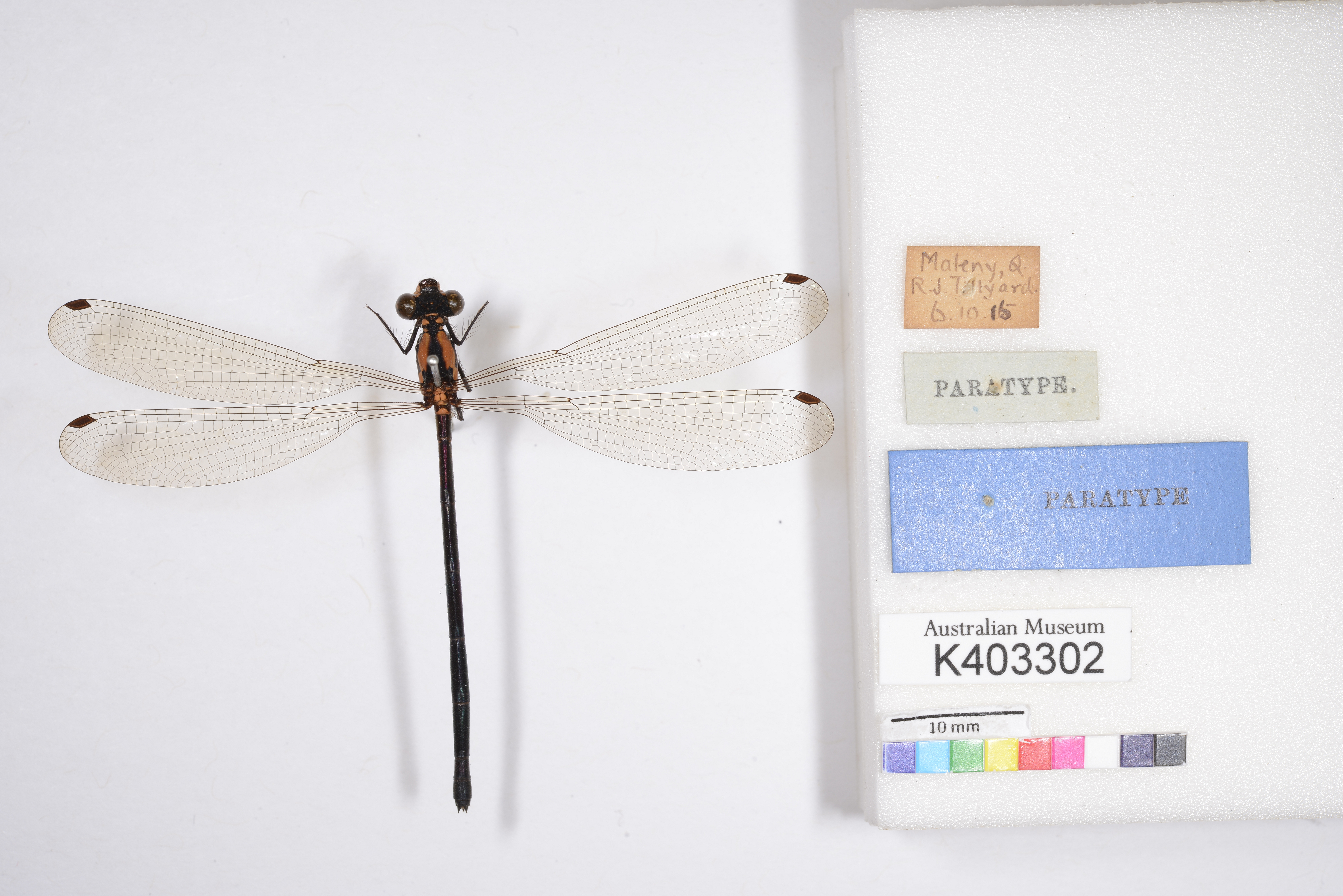